# Lotte Inuk
Lotte Inuk (født Charlotte Christina Hoff Hansen i 1965, Aarhus) er dansk skønlitterær forfatter. 

## Biografi
Inuk voksede op i bl.a. Aarhus, København, Nyborg, Rudkøbing og Nuuk/Grønland, hvor hendes mor var ansat som journalist 1976-79. Hun debuterede i 1981 under navnet "Lotte Hoff" med novellen Gry, som vandt en landsdækkende novellekonkurrence for unge (Gry og andre noveller, Gyldendal 1981). Juni 1982 fulgte dobbelt romandebut på Borgens Forlag med Maria Mia og Mona Måneskinsdatter. Inuk forlod efterfølgende folkeskolen og flyttede til Frankrig (1982-84), senere i perioder til Portugal, England, Italien og Berlin, dog med fast base i København siden ’84. 
Medlem af Danske Skønlitterære Forfatteres bestyrelse siden 2003, i en periode som næstformand. Har indtil videre udgivet 14 romaner, 4 børnebøger og en erindringsbog om at vokse op i 1970erne.
I anledning af hendes 50 års fødselsdag udkom i februar 2015 på Syddansk Universitetsforlag en antologi med videnskabelige, litterære og essayistiske bidrag fra sammenlagt 34 forskere og forfatterkollegaer, der hylder Inuk og hendes forfatterskab. Bidragydere kommer fra bl.a. Danmark, England, Tyskland, Indien, Sverige, Norge, Holland, blandt bidragsydere er eksempelvis Anne-Marie Mai, Dag Heede, Kirsten Thisted, Thomas Kennedy, Marianne Larsen, Ali Smith, Ursula Andkjær Olsen mfl. (flere oplysninger om bogen her).

## Forfatterskabets udvikling

### De tidlige bøger
Inuks tidlige bøger blev ofte klassificeret som ungdomsbøger, nok fordi hun dengang skrev om unge protagonister og deres vanskeligheder med at falde til i voksenverdenen. I 1993 modtog hun, som indtil da yngste prismodtager, Kulturministeriets Børne- og Ungdomsbogspris for de første to bind af den såkaldte Regina-trilogi. Selv har hun altid afvist betegnelsen som ungdomsbogsforfatter, og genrebetegnelsen ”ungdomsbog” udløste i årevis dybe aversioner hos hende, idet hun opfattede de traditionelle ungdomsbøger, hun selv voksede op med, som ”dybt patroniserende” og talende ned til læserne. Hendes egen skrivemotivation kom til dels fra et opgør med denne, 1970erne ungdomslitteratur med dens pædagogiske tilgange og udbredte fokus på socialrealisme.
Litteraturhistorisk skal de tidlige bøger ses som del af 1980’ernes opgør med 1970’ernes tunge socialrealisme. Ligesom andre forfattere i denne periode – bl.a. Michael Strunge og Søren Ulrik Thomsen – har Inuk del i de dengang udbredte bestræbelser på at åbne et ”blåt rum”, hvor individuelle og subjektive følelser og livserfaringer kunne artikuleres hinsides sociale problemer og påvirkninger. Inuks tidlige bøger er derfor også præget af en stærk subjektivisme, hvor kunstnerens kreativitet og skæbnekraft sprænger rammerne for de snævre sociale konventioner. 
Tematisk omhandler de tidlige bøger ofte barnets kamp mod voksenverdenens forventninger (eksempelvis i Maria Mia), rastløse unge på rejse gennem Europa, opløsningen af kønsforskelle, BZ-miljøerne og den kunstneriske afvigelse i ”det blå rum” (Villa Nirvana, Tania Tiara). Inuks tidlige bøger kan således tolkes som del af 1980ernes generelle nybrud i den danske litteratur. 

### 1990'erne
I løbet af 1990erne beskæftigede Inuks romaner sig især med kvindelige identitetsmønstre, ikke mindst Regina-trilogien fra 1990-1998 (Regina, Gina je t’aime, Syv uger før Brazilien). Hér står en kritik af traditionelle kvinderoller i centrum, der bliver undergravet og angrebet. Som ideal fremstilles en legesyg iscenesættelse af sociale identiteter, deriblandt kønsidentiteten, der hos Inuk ikke er begrænset til to køn. Netop i Regina-trilogien ses snarere, ifølge kulturforskeren Anne Scott Sørensen, et forsøg på at ”fremskrive et tredje køn”, der ophæver de traditionelle kønsroller. Anne Scott Sørensen skriver bl.a.: ”Intertekstualiteten, tvillingefiguren, navnesymbolikken, bogstavrimene etc. er alle stilistiske virkemidler, som indgår i denne de- og rekonstruktion af kønnet, som også er en redefinition af selve identitetsbegrebet”.

### Gennembruddet
Gennembruddet overfor en større læserskare opnåede Inuk imidlertid især med den autofiktive roman Sultekunstnerinde fra 2004, der omhandler en dansk piges opvækst på Grønland i tiden op mod Hjemmestyrets indførelse i 1979. Med tydelige referencer til Inuks eget liv beskrives den unge piges alvorlige spiseforstyrrelse og indlæggelse på hospitalet i Nuuk. Samtidig handler romanen om forholdet mellem den danske og grønlandske befolkning i 1970erne, under landets stræben efter uafhængighed og med hovedpersonens midterposition mellem kolonialmagt og revolutionsromantik. I forskningen omtales romanen som en af de første ægte postkoloniale romaner i den nyere danske litteraturhistorie. Inuk forbinder hér kønspolitiske og postkoloniale emner, og idealet er ”bastarden”, der undergraver enhver fast national, etnisk, kønsmæssig eller seksuel identitet.
De kønspolitiske dagsordener står også i centrum af Inuks seneste roman, Store dyr, der er en delvist surrealistisk fortælling om en ung veterinærstuderende, der ikke formår at se forskellen mellem dyr og mennesker og som samtidig ikke er i stand til at adskille køn. Romanen kan læses som et radikalt opgør med alle ”adskillelsesdoktriner”, som præger den vesteuropæiske tankegang. Forskellen mellem produktionsdyr og kæledyr bliver taget op som emne, ligesom der bliver stillet spørgsmålstegn til forskellen mellem mand og kvinde, mellem dyr og menneske, mellem homoseksuelt og heteroseksuelt. I sit overblik over de seneste årtiers udvikling i dansk queer-litteratur fremhæver kønsforsker Dag Heede romanen som fremtrædende eksempel på ny dansk queer-litteratur.

## Sproget
Inuks bøger har en særegen stil, der allerede i 1990erne blev omtalt som ”et umiskendeligt særtræk ved Lotte Inuks forfatterskab” Hendes sprog er personligt farvet, stilen er sanselig og fabulerende, samtidig med at den nogle steder er voldsomt eksperimenterende.
Som udgangspunkt skal Inuks sprog ses som del af opgøret med socialrealismen i begyndelsen af 1980erne: imod 1970’ernes nøgterne og hårde stil, der usminket insisterede på de sociale realiteter, sætter Inuk i begyndelsen af 1980erne en meget subjektivistisk udtryksform, hvor den individuelle oplevelse, det indre følelsesliv og den indre drømmeverden sættes i centrum. I flere af hendes bøger ser vi elementer af magisk realisme; ofte arbejder Inuk desuden med metafiktionen, hvor tekstens egen fiktivitet udstilles i teksten. De mange stilistiske og genremæssige eksperimenter har ført til, at man i forskningslitteraturen har foreslået, at hendes romaner ”mere skal læses som lyriske fortællinger end som psykologiske dramaer”.

## Inuk som person i litterære værker
Inuk dukker flere gange op som person i andres skønlitterære værker, blandt andet i Thomas Kennedys The Copenhagen Quartet, hvor hovedpersonen beskriver en tarot-læggerske på Strøget, tydeligvis bygget over Inuk. Og den engelske forfatter Ali Smiths roman The Accidental fra 2005 (på dansk: En fremmed banker på), der vandt den renommerede Whitbread Book Award og var blandt finalisterne til Man-Booker-prisen, er tydeligvis inspireret af de to forfatteres møde på et forfatterrefugium i New York: Romanen er tilegnet Inuk og hovedpersonen i romanen bærer tydelige træk af Inuk. Flere episoder er, efter sigende, direkte bygget over Inuk som person. 

## Salon Indigo
Fra efteråret 2012 til foråret 2014 afholdt Inuk hver 14. dag sin queere og populære  ”Salon Indigo” på Vela Bar på Vesterbro med gæster som fx Linda P, Jacob Holdt, Leonora Christina Skov, Kristina Nya Glaffey, Simona Abdallah, Saadat Munir, Mette Moestrup, Saskia Bisp, Gritt Uldahl-Jessen m.m.fl.

## Strynø Litterære Forening
Fra 2017 har Inuk været bosat på Strynø i det sydfynske øhav, og har dér siden 2018 som medstifter af og formand for Strynø Litterære Forening arrangeret månedlige oplæsninger med kolleger som Thomas Boberg, Marianne Larsen, Jesper Wung Sung, Kirsten Thorup, Cyf Yde Frostholm, Karen Fastrup, Caroline Albertine Minor, Mikael Josephsen, Kristina Nya Glaffey, Jan Thielke, Ida Jessen, Laus Strandbygård, Lone Aburas, Maria Helleberg og mange andre. Foreningens sigte er at få en mindre, årligt tilbagevendende sommerfestival for litteratur til denne ”Forfatternes ø”.

### Romaner
- De Uægte. Forlaget Blå 2022.
- Store Dyr. Tiderne Skifter 2008.
- Sultekunstnerinde. Tiderne Skifter 2004.
- Ventedage. Tiderne Skifter 1999.
- Syv Uger Før Brasilien. Høst & Søn 1996 (Regina-Trilogien, del III).
- Gina, Je T’Aime. Høst & Søn 1993 (Regina-Trilogien, del II).
- Regina. Høst & Søn 1992 (Regina-Trilogien del I).
- Massimo. Borgens Forlag 1990.
- Rejsefællen. Borgens Forlag 1989.
- Søskendesjæle. Borgens Forlag 1988.
- Den Eneste. Borgens Forlag 1987.
- Tania Tiara. Borgens Forlag 1986.
- Villa Nirvana. Borgens Forlag 1984.
- Mona Måneskinsdatter. Borgens Forlag 1982.
- Maria Mia. Borgens Forlag 1982.

### Børnebøger/oplæsningsbøger
- Mayna i Flodernes Land. Danida, årets U-landskalenderbog 2004.
- Huset Med Den Røde Postkasse. Haase og Søns Forlag, oplæsningsbog, 2001.
- Katarinas Værelse. Haase og Søns Forlag, oplæsningsbog, 1999.
- Da Havet Skyllede Ind Over Byen En Nat. Børnebog, m. illustrator Cato Thau-Jensen, Høst & Søn1997.